# Temporada 1999-2000 de los Boston Celtics
La temporada 1999-2000 fue la quincuagésimo cuarta de los Boston Celtics en la NBA. La temporada regular acabó con 35 victorias y 47 derrotas, acabando décimos de la Conferencia Este, no logrando clasificarse para los playoffs.

## Elecciones en el Draft
| Ronda | Puesto | Jugador    | Posición | Nacionalidad   | Universidad/Club |
| ----- | ------ | ---------- | -------- | -------------- | ---------------- |
| 2     | 55     | Kris Clack | Escolta  | Estados Unidos | Texas            |

## Temporada regular
| División Atlántico   | División Atlántico | División Atlántico | División Atlántico | División Atlántico | División Atlántico | División Atlántico | División Atlántico | División Atlántico |
| Equipo               | G                  | P                  | %                  | PD                 | Casa               | Fuera              | Div                |                    |
| -------------------- | ------------------ | ------------------ | ------------------ | ------------------ | ------------------ | ------------------ | ------------------ | ------------------ |
| y-Miami Heat         | 52                 | 30                 | .634               | –                  | 33–8               | 19–22              | 18–6               |                    |
| x-New York Knicks    | 50                 | 32                 | .610               | 2                  | 33–8               | 17–24              | 14–10              |                    |
| x-Philadelphia 76ers | 49                 | 33                 | .598               | 3                  | 29–12              | 20–21              | 13–11              |                    |
| Orlando Magic        | 41                 | 41                 | .500               | 11                 | 26–15              | 15–26              | 12–13              |                    |
| Boston Celtics       | 35                 | 47                 | .427               | 17                 | 26–15              | 9–32               | 12–12              |                    |
| New Jersey Nets      | 31                 | 51                 | .378               | 21                 | 22–19              | 9–32               | 9–16               |                    |
| Washington Wizards   | 29                 | 53                 | .354               | 23                 | 17–24              | 12–29              | 7–17               |                    |

## Estadísticas

### Temporada regular
| Jugador          | PJ | PT | MPP  | %TC  | %3P  | %TL   | RPP | APP | ROB | TPP | PPP  |
| ---------------- | -- | -- | ---- | ---- | ---- | ----- | --- | --- | --- | --- | ---- |
| Antoine Walker   | 82 | 82 | 36.6 | .430 | .256 | .699  | 8.0 | 3.7 | 1.4 | .4  | 20.5 |
| Paul Pierce      | 73 | 72 | 35.4 | .442 | .343 | .798  | 5.4 | 3.0 | 2.1 | .8  | 19.5 |
| Kenny Anderson   | 82 | 82 | 31.6 | .440 | .386 | .775  | 2.7 | 5.1 | 1.7 | .1  | 14.0 |
| Vitaly Potapenko | 79 | 72 | 22.7 | .499 | .000 | .681  | 6.3 | 1.0 | .5  | .4  | 9.2  |
| Danny Fortson    | 55 | 5  | 15.6 | .528 |      | .735  | 6.7 | .5  | .4  | .1  | 7.6  |
| Dana Barros      | 72 | 0  | 15.8 | .451 | .410 | .868  | 1.4 | 1.8 | .4  | .1  | 7.2  |
| Eric Williams    | 68 | 17 | 20.3 | .427 | .347 | .793  | 2.3 | 1.4 | .6  | .2  | 7.2  |
| Adrian Griffin   | 72 | 47 | 26.8 | .424 | .281 | .753  | 5.2 | 2.5 | 1.6 | .2  | 6.7  |
| Tony Battie      | 82 | 4  | 18.4 | .477 | .125 | .675  | 5.0 | .8  | .6  | .9  | 6.6  |
| Calbert Cheaney  | 67 | 19 | 19.5 | .440 | .333 | .429  | 2.1 | 1.2 | .7  | .2  | 4.0  |
| Walter McCarty   | 61 | 5  | 14.4 | .339 | .309 | .722  | 1.8 | 1.1 | .4  | .4  | 3.8  |
| Jamel Thomas†    | 3  | 0  | 6.3  | .500 | .000 | 1.000 | .7  | .7  | .0  | .0  | 3.7  |
| Doug Overton     | 48 | 0  | 9.0  | .396 | .357 | .952  | .7  | 1.1 | .2  | .0  | 3.2  |
| Pervis Ellison   | 30 | 5  | 9.0  | .442 |      | .714  | 2.2 | .4  | .3  | .3  | 1.8  |
| Wayne Turner     | 3  | 0  | 13.7 | .167 |      | .333  | 1.0 | 1.7 | .0  | .0  | 1.3  |

- † Indica jugador que perteneció a más de una plantilla durante la temporada. Las estadísticas solo reflejan su paso por los Celtics.